# 大同路 (郑州)
大同路是河南省郑州市一条呈东西走向的道路，长728米。大同路位于火车站商圈，是郑州市历史较为悠久的商业街之一。

## 历史
清光绪三十四年（1908年），修建芦汉铁路时，在郑州南下街南口的吕祖庙设一修建铁路管理机构。后从吕祖庙到火车站之间形成一条大路，时称“马路大街”。1916年，取四通八达之意，改名为“大通路”。1927年，冯玉祥在河南督军时，取孙中山提倡“世界大同”之意，正式改称“大同路”。文化大革命期间曾改名为“反帝路”，1979年恢复原名。
1908年修建该路，当时为块石路面。1946年11月，铺设水泥砼路面，1980年改为柏油路面。1987年，福寿街至一马路段拓宽至40米宽。

### 商业
大同路与郑州火车站毗邻，旅馆业十分发达，大小有20多家。历史上最有名的是大金台旅馆，于1913年建成，1984年被拆除。鲁迅分别在1924年7月8日、8月11日，应邀由北京经河南到西安讲学往返过郑州，均寓大金台旅馆。另一家是五洲旅馆，1923年2月4日，发生在郑州的京汉铁路大罢工的代表会议在此召开。
历史上大同路沿路亦曾银行、银号、信用合作社密集。从1908年到1934年的20多年间，郑州有银行8家，而大同路就有中国银行、四川农民银行、省银行等3家。比银行实力差一些的银号郑州有20多家，大同路就有长发、大华等8家银号。其他几家银行和银号、信用合作社均在大同路周围的银河街、德化街、兴隆街。1948年，郑州有信用合作社9家，大同路占5家。在大同路东头，郑州的第一家银行联谊会设于此。
大同路在郑州商业史上地位重要，占有多个之最：
- 1905年，大同路上开设迎宾旅馆，为郑州第一家旅馆；
- 1912年，赵晋三在大同路开设了鸿源酱园，从天津、北京招来技工，产品有酱油、食醋、酱菜，从此北京风味的调味品进入郑州；
- 1915年，大同路上开设了中西大药房，是郑州有史以来的第一家西药房；
- 1918年，开封商人在大同路开设义盛祥五金商号，是郑州最早的五金商店；
- 1919年，万茂生在大同路上开设步云车行，是郑州最早的自行车行；
- 1919年，郑州的第一家照相馆在大同路开张；
- 1921年，瑞丰祥呢绒绸缎店在大同路开张，1987年旧城改造中拆除；
- 1933年，“中国国货公司”在大同路开业，是当时郑州贸易业最大的一家公司；
- 1949年3月，郑州的第一家国营百货商店在大同路成立。